# Kumyken

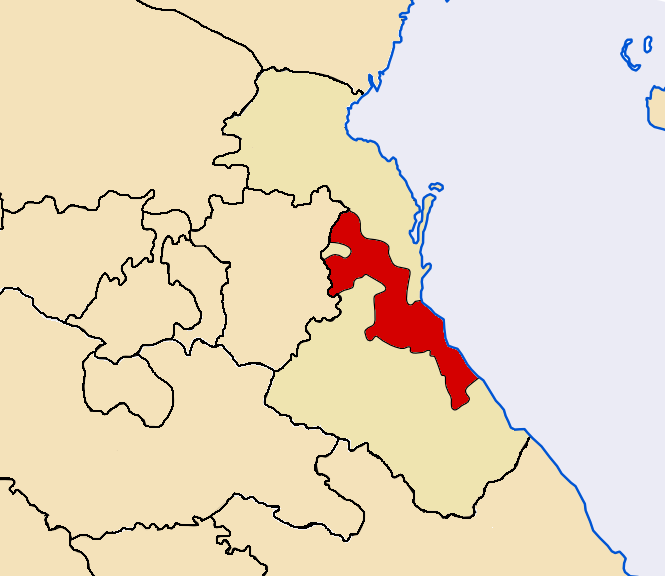
Hauptsiedlungsgebiet der Kumyken (rot) innerhalb Dagestans (grünbraun)

Flagge der Kumyken

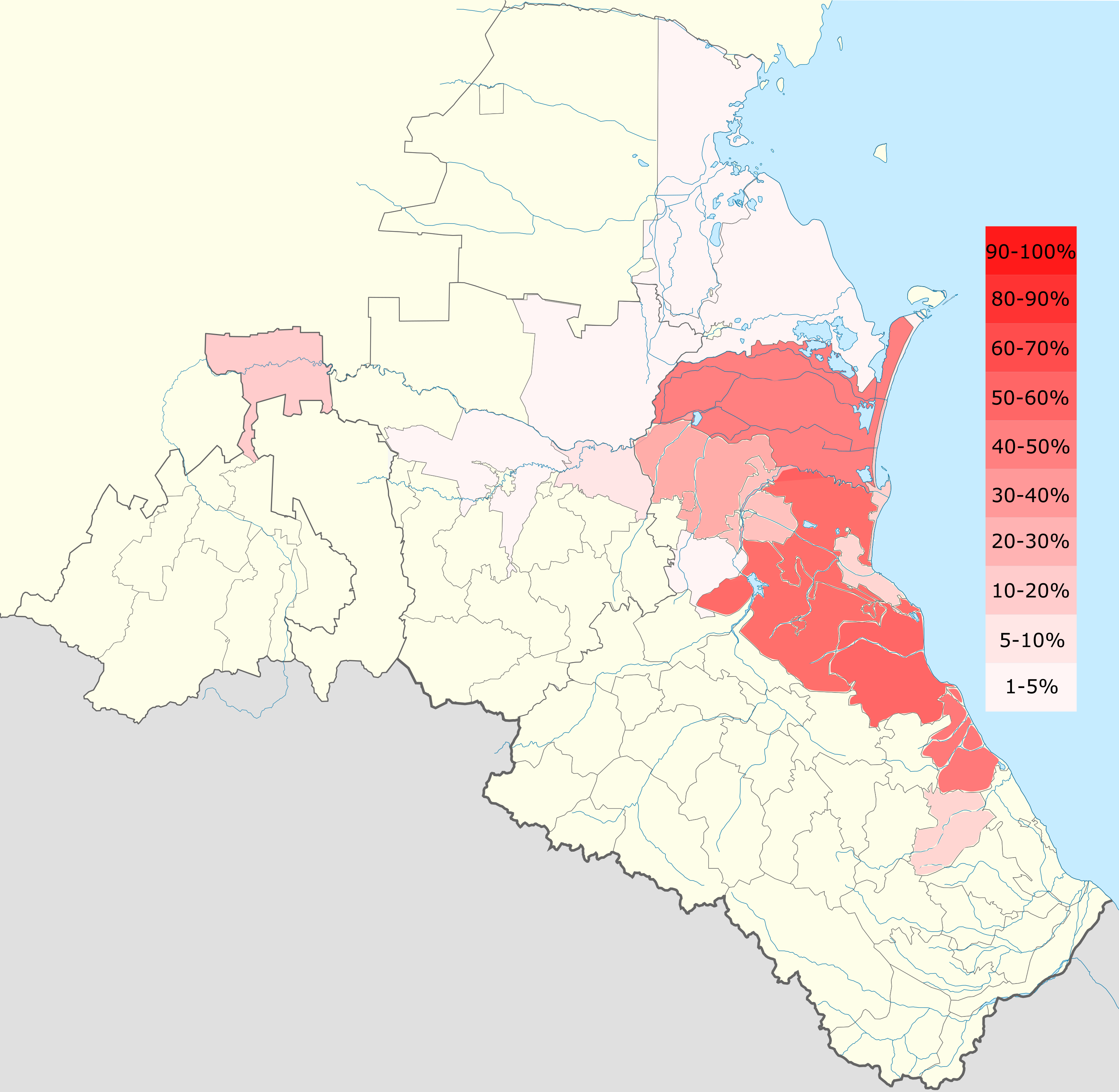
Karte mit den Prozentanteilen kumykischer Bevölkerung in den Bezirken Dagestans, Tschetscheniens und Nordossetien-Alaniens nach der russischen Volkszählung 2010

Die Kumyken (kumykisch Къумукъ, Къумукълар Qumuq, Qumuqlar) sind eine turksprachige Ethnie von 503.060 Menschen nach der Volkszählung in Russland 2010, die westlich des Kaspischen Meeres am nordöstlichen Rand des Kaukasus in Dagestan siedeln. In der russischen Teilrepublik Dagestan leben nach der Volkszählung 2010 431.736 Kumyken, wo sie mit 14,9 % die drittgrößte Ethnie bilden. Die Sprache der Kumyken gehört zur nordwesttürkischen Sprachgruppe.
Damit besteht eine enge sprachliche Verwandtschaft mit den benachbarten Nogaiern, Balkaren und Karatschaiern. Diese Sprachen weisen untereinander nur geringe Unterschiede auf. Ein größerer sprachlicher Unterschied besteht jedoch zu den Tataren.

## Alternative Bezeichnungen
Diese Volksgruppe ist auch unter den Namen „Kumücken/Kumüken“  (veraltet) und „Qumuq“  bzw. „Kumuk“  (nach der Selbstbezeichnung) bekannt. Sie wurden in der Vergangenheit auch verfälschend „kaukasische Türken“, „Berg-Tataren“ oder „Tataren“ genannt.

## Siedlungsgebiet, Demographie und Tradition
Die Kumyken bewohnen hauptsächlich nördliche Teile der russischen Teilrepublik Dagestan, vorwiegend die Küstenebene und die Randgebirge von Derbent bis zur Terekmündung, daneben kleine Teile der tschetschenischen Republik, Nordossetiens und der Region Stawropol.
Nach der Volkszählung 1989 bezeichneten sich rund 390.000 Menschen als Kumyken. Die russische Volkszählung 2002 ergab rund 450.000 Kumyken, davon 365.804 in Dagestan, wo sie die drittgrößte Ethnie bilden.
Die Kumyken sind noch teilweise, wie die meisten dagestanischen Völker, halbsesshaft, leben also einen Teil des Jahres als Wanderhirten und betreiben die übrige Zeit Acker- und Gartenbau, sowie Bienenzucht. Sesshafte Kumyken betreiben Ackerbau und an den Küsten des Kaspischen Meeres die Fischerei. Die Gesellschaft ist traditionell vaterrechtlich organisiert. Viele Kumyken leben heute in Städten.

## Herkunft

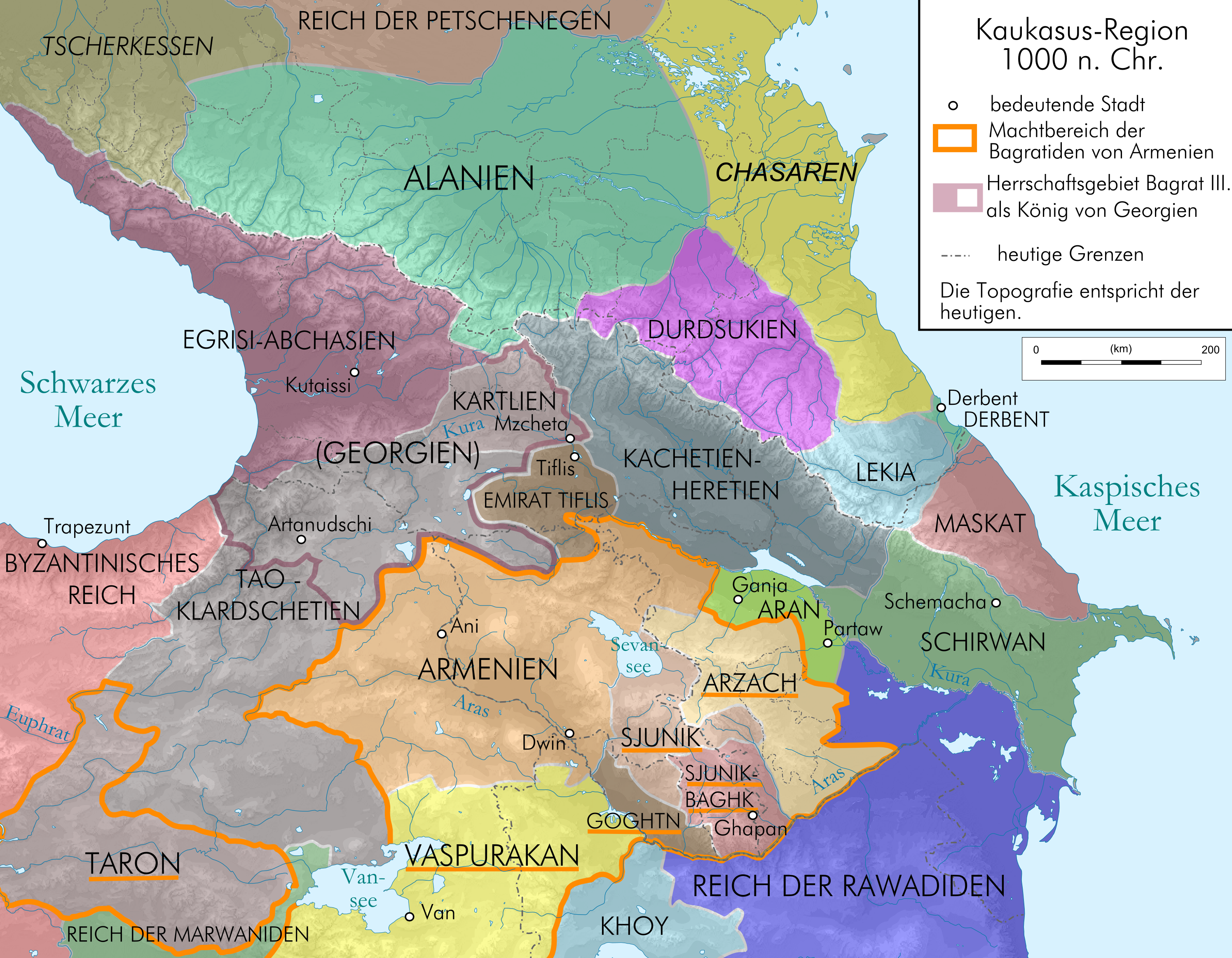
Kaukasien 1000. Auch nach Zerfall des Chasarenreiches war die Region Rückzugsgebiet chasarischer Stämme

Die Traditionen der Kumyken ähneln den Traditionen anderer kaukasischer Völker. Zu ihrem Entstehungsprozess trugen alteingesessene Laken und andere kaukasische Völker und auch turksprachige Völker, wie die teilweise jüdisch konvertierten, animistischen, christlichen und muslimischen Chasaren, die vorwiegend muslimischen Kiptschaken und die Onoguren und Protobulgaren bei, die im Mongolensturm im 13. Jahrhundert an die Gebirgsränder abgedrängt wurden und sich dort mit kaukasischsprachigen lakischen Vorbevölkerung vermischten. Die Lakische Sprache blieb nur in Gebirgsgebieten erhalten. Der Name Kumyk leitet sich höchstwahrscheinlich vom regionalen Ortsnamen "Gazi-Kumuch" im historischen Siedlungsgebiet der Laken ab, der später von den lokalen Turksprachigen, aber auch den Laken als Eigenbezeichnung übernommen wurde (siehe unten).

## Religion
Die Kumyken waren einst durch den Einfluss Georgiens oft orthodoxe Christen, teilweise auch jüdischer, islamischer oder animistischer Religion. Sie wurden aber in der Zeit zwischen dem 11. und 14. Jahrhundert islamisiert und sind sunnitische Muslime (Hanafiten), im Gegensatz zu anderen Ethnien meist im Bergland von Dagestan, die zur Rechtsschule der Schāfiʿiten gehören. Eine Minderheit im Süden sind schiitische Imamiten. Wie bei allen kaukasischen Völkern haben sich auch vorislamische Elemente erhalten.

## Geschichte
Einige Historiker sehen erste Hinweise auf die Kumyken in dem von Al-Masʿūdī und Abu Hamid al-Gharnati als unabhängiges Reich in Dagestan beschriebenen Ghumīq, das während der mongolischen Eroberung in den 1230er Jahren unterging. Al-Masʿūdī berichtete, Ghumik war ein Verbündeter Alaniens. Andere Historiker leiten den Namen des Reiches dagegen von seinem Hauptort Kumuch im Siedlungsgebiet der Laken im Hochland ab. Kumuch war nach der mongolischen Eroberung auch der erste Hauptort des kumykisch dominierten Schamchalats (siehe unten), von dem wahrscheinlich auch die Kumyken und die bis ins 19. Jahrhundert auch „Ghazi-Kumyken“ genannten Laken ihre Namen hatten. Der lakischsprachige Alternativname Lak steht mit dem heutigen Ethnonym der Laken in Verbindung.

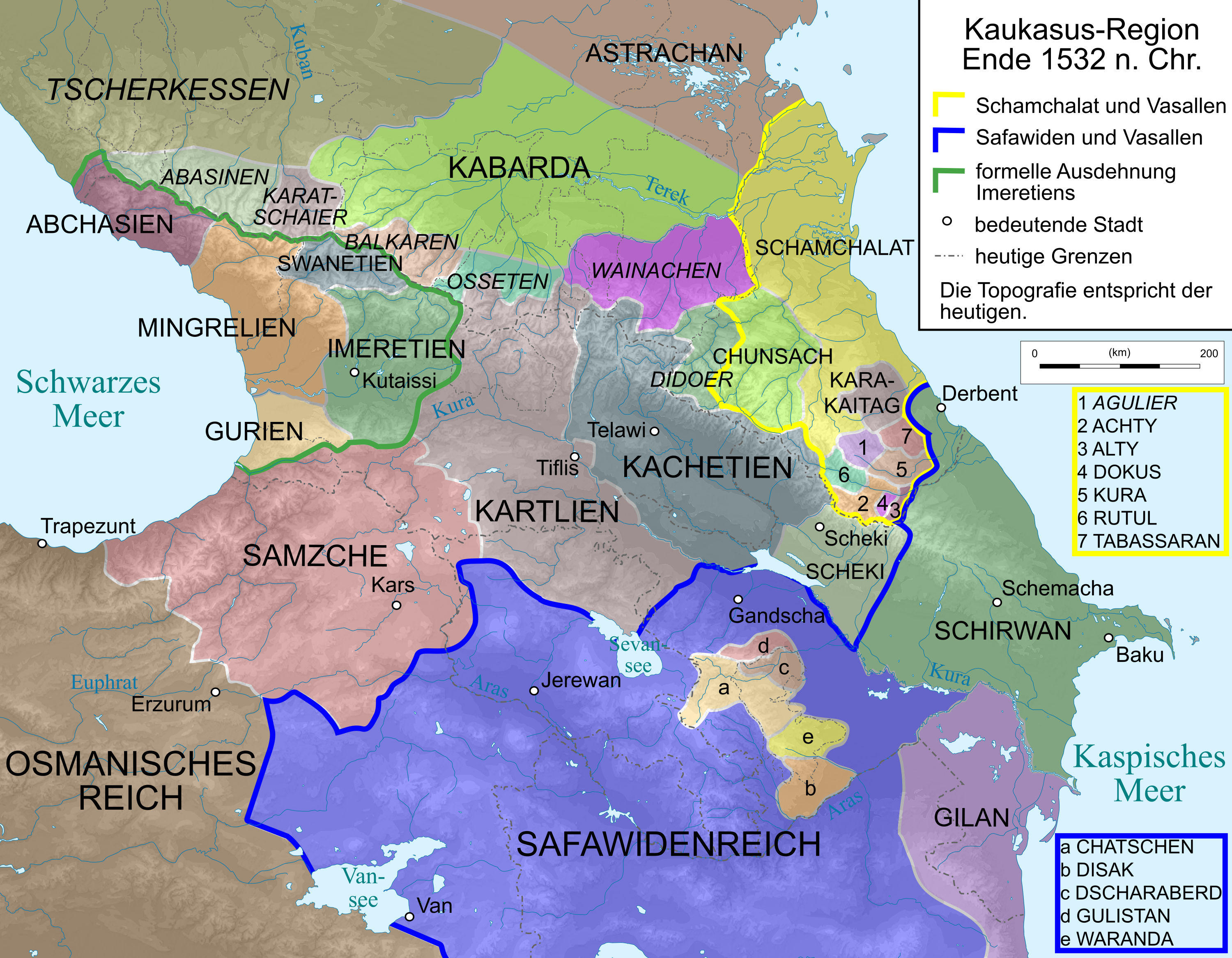
Das Schamchalat (gelb) und abhängige Vasallen-Fürstentümer (im gelben Band) 1530 innerhalb Kaukasiens.

Nach der mongolischen Unterwerfung bildeten die Kumyken und Laken einen tributpflichtigen Teil der Goldenen Horde, später der Nachfolgestaaten Khanat Astrachan und ab ca. 1280 der Nogaier-Horde.
Die Herrscher der Kumyken wurden von den mongolischen Khanen der Goldenen und der Nogaier-Horde als basqaq (Steuereintreiber, vergleichbar der zeitgleichen Rolle der Fürsten von Wladimir, später Moskau in Russland) für die Staaten- und Stammeswelt Dagestans eingesetzt. In dieser Funktion waren die Khane vom 14. Jahrhundert bis zum 16. Jahrhundert dominierende Herrscher Dagestans. Das Khanat umfasste auch Siedlungsgebiete der Laken (früher auch „Ghazi-Kumyken“  = „Krieger-Kumyken“ genannt) und einige Siedlungsgebiete der Darginer und beherrschte indirekt weitere Staaten der Region. Ihre Einkünfte hatten die Herrscher aus Steuern, Abgaben und Tributen, aus Zöllen an der Handelsstraße von Zentralasien über Derbent nach Osteuropa, aus dem Salzmonopol und auch sehr stark aus der Verpachtung von Winterweiden an die Bergvölker, die als Halbnomaden in dieser Jahreszeit immer fast vollständig die Bergdörfer verließen.

Die kumykisch-lakischen Herrscher trugen den Titel Schamchal Zentrum war anfangs die vorwiegend von Laken bewohnten Bergstadt Kumuk (heute Dorf Kumuch), die den Kumyken und "Ghazi-Kumyken" (Laken) die Namen gab. Der kumykische Titel "Schamchal" leitet sich nach einer Theorie von der Bezeichnung frühester muslimischer Gouverneure Dagestans in Derbent (10. Jahrhundert) "schām" (arab. "Syrer"+ "chalq"="Leute") ab. Nach ihrer Herrscherlegende, die ihnen mehr Autorität verschaffen sollte, stammten sie vom ersten "Schām" von Derbent, Schahbaala ibn Abdullah ab. Diese vielleicht volkstümliche Etymologie des Herrschertitels wird zuerst im Taʾrīḫ Daġistān (=Geschichte Dagestans; entstanden vor dem 14. Jahrhundert, aber mehrfach überarbeitet) vertreten. Das etwas ältere Darbandnāme, die Stadtchronik von Derbent leitet den Titel dagegen von dem Personennamen Schahbaala ab, der zum Titel der frühen muslimischen Emire in Derbent (8.–10. Jahrhundert) wurde, die in Kumuk eine Sommerresidenz unterhalten haben sollen. Nach einer Hypothese des Linguisten Kadiradschiew geht der Titel aber vielleicht nicht auf arabische Ursprünge zurück, wie man im von der arabischen Schriftsprache geprägten Dagestan vermutete, sondern auf den kiptschakisch-turksprachigen Titel Schewkal, der "Wächter, Überwacher, Verwalter" bedeutet und aus mongolischer Zeit auch nachgewiesen ist.
Seit der Zeit der Vorherrschaft der Schamchale war die kumykische Sprache Verkehrssprache (Lingua franca) im extrem vielsprachigen Nordostkaukasien, die auch den Vorteil hatte, von den benachbarten Turkvölkern der Tataren, Nogaier, Aserbaidschaner und noch von den historisch verwandten nordwestkaukasischen Balkaren und Karatschaiern verstanden zu werden. Aus dieser Rolle wurde das Kumykische in Dagestan erst im 19./20. Jahrhundert durch die russische Sprache verdrängt.

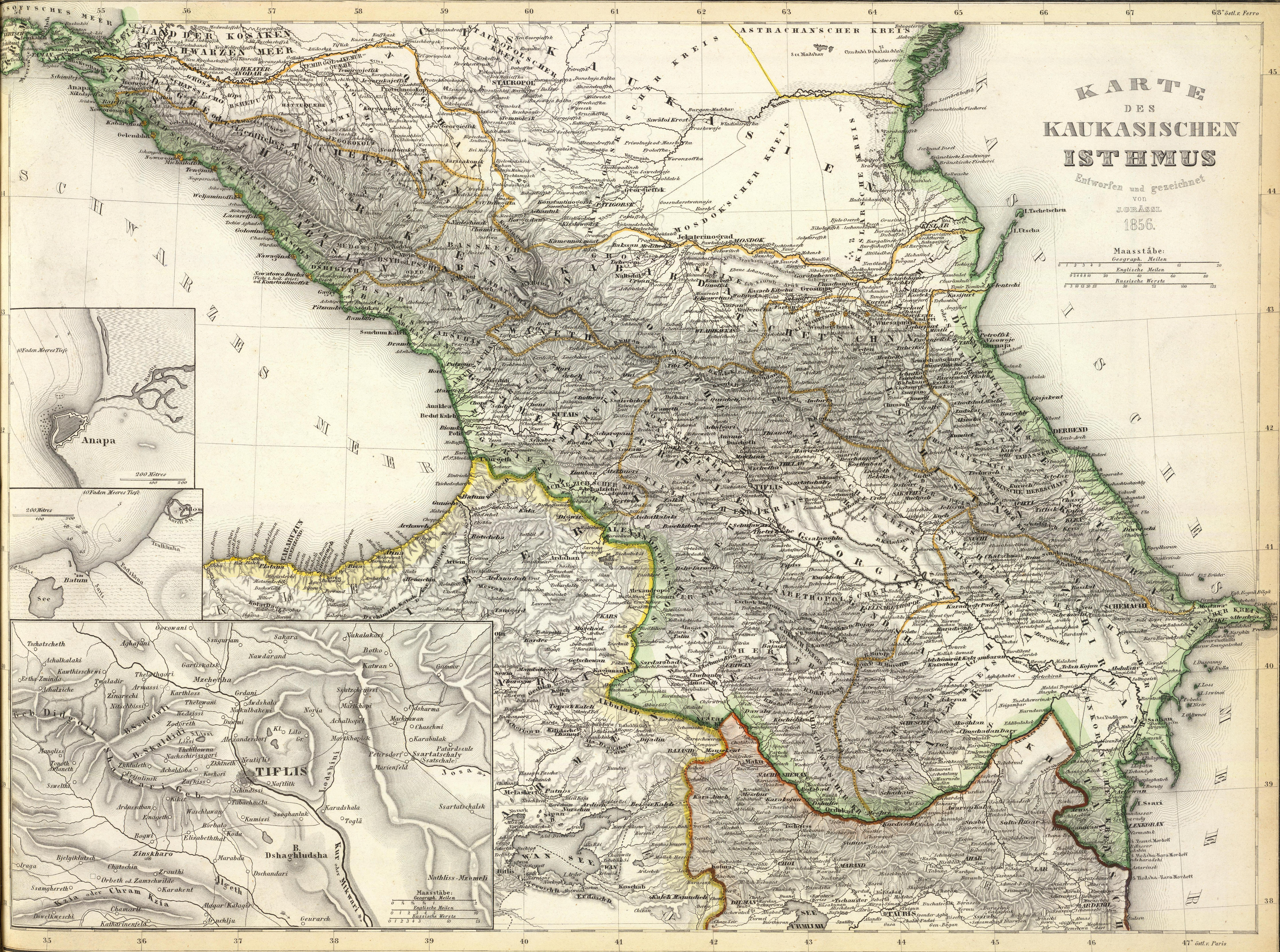
Karte Kaukasiens von 1856. Oberhalb der Hälfte der Karte ist an der Ostküste das "Chanat Tarku oder Schamchalat" verzeichnet.

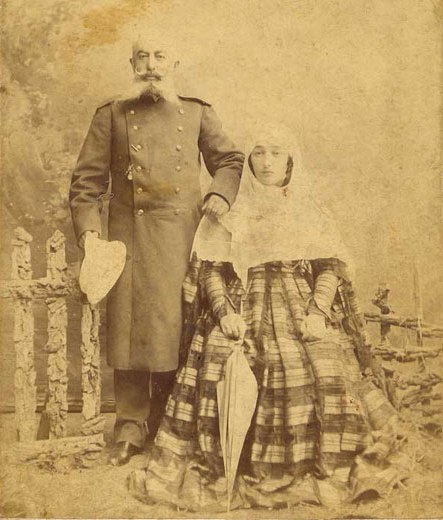
Fürst Dschamaluddin Dalgatowitsch Tarkowski (1849–1906), General und Gouverneur (Naib) in russischen Diensten und Halbbruder des letzten Schamchal mit Ehefrau Patimat-bik.

Nach dem Verfall der Goldenen Horde im 15. Jahrhundert ging das Schamchalat wechselnde Koalitionen mit dem Khanat der Krim, dem Osmanischen Reich, dem persischen Safawidenreich und Russland ein. Nach dem Tod des Schamchal Tschoban (gest. 1578) erhoben sich fast alle Laken-Clans gegen seinen Nachfolger Sultan-But, woraufhin sich auch andere Bergvölker, wie die kaukasischen Awaren, Darginer u. a. dem Aufstand gegen ihre Oberherren anschlossen. Die Schamchale verlegten ihren Sitz 1578 nach Buinaksk und 1640 weiter nach Tarki (auch "Tarchu"/"Tarku" genannt, nahe Machatschkala, heute administratorisch dem Stadtkreis von Machatschkala eingemeindet). Die Laken begründeten ein eigenes Khanat (manchmal als "Khanat der Ghazi-Kumyken" oder "Khanat von Qumuq/Kumuk" bezeichnet, ihre eigene Bezeichnung war aber Chachlawtschāt). Bis Anfang des 17. Jahrhunderts verloren die Schamchale die Kontrolle über das dagestanische Bergland. In den folgenden Jahren mehrfach von Russland (1594, 1604 und 1605), zerfiel das Schamchalat durch Erbteilung und durch zunehmend selbständig agierende kumykische u. a. Fürstentümer ("beylik"), u. a. Yarym, Qaraqach, Qarabudach, Erpeli, Dschengutaj, das spätere "Khanat Mechtulin", Enderi, Aksaej, Bammatullah, Buinaksk u. v. a. Einige der Kleinstfürsten legten sich den gewaltigen Titel "Sultan" zu, der Bey von Yarym bezeichnete sich selbst als "Schamchal" und rivalisierte damit offen mit den Schamchalen von Tarki, die im 17./18. Jahrhundert nur noch einen kleinen Landstrich beherrschten. Während des Russisch-Persischen Krieges der 1720er Jahre wurde das Schamchalat und andere kumykische Staaten von Russland erobert, aber von Nadir Schah wiedererrichtet. Mit der Ansiedlung der Terekkosaken seit Ende des 18. Jahrhunderts und der folgenden Anlage eines Festungsgürtels (vgl. Karte) waren die Aussichten der kumykischen Herrscher im Flachland schlecht. Einige Kumyken beteiligten sich am langjährigen Aufstand des Imam Schamil (Kaukasuskrieg (1817–1864)) und seiner Vorgänger. Nach Etappen der russischen Oberhoheit 1776–1811 und 1820–1858, in denen bis auf Mechtulin alle kumykischen Fürstentümer wieder stärker dem Schamchalat untergeordnet wurden, beendete der letzte Schamchal Schams ad-Din 1867 das Schamchalat, wofür er, wie viele nordkaukasischen Fürsten in den höheren russischen Adel aufstieg.

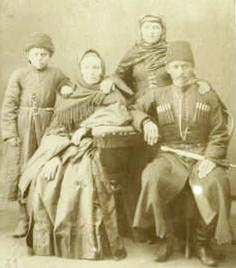
Eine kumykische Familie im 19. Jahrhundert

Die traditionelle kumykische Gesellschaft bestand aus gesellschaftlichen Schichten der Fürsten (bek), des Hochadels (çanka), des Kleinadels und religiöser Autoritäten (sala-uzden), aus den Freien (uzden), den frei beweglichen Dienstverpflichteten (çagar, organisiert in Gruppen dim), den Dienstverpflichteten, die ihre Dörfer nicht verlassen durften (terkeme) und aus der kleinen Gruppe der Haussklaven (kul). Ähnliche Traditionen gab es in vielen nordkaukasischen Völkern meist in fruchtbaren, flacheren Gebieten des Kaukasus mit langer Tradition. Hochgebirgsvölker lebten in ihrer dünn besiedelten Heimat dagegen meist in Stammesgesellschaft oder Gemeindebündnissen ohne soziale Schichtung, wie auch die Tschetschenen und Inguschen, die erst seit dem 17. Jahrhundert vom Hochgebirge flachere Regionen besiedelten. In diesen sozialen Schichten war Endogamie, also die Heirat untereinander üblich, weshalb sie in der Fachliteratur gelegentlich des vergleichsweise als Kastengesellschaften bezeichnet werden, aber auch an die europäische Ständegesellschaft mit Leibeigenschaft erinnern. Während aber z. B. bei den Tscherkessen Ehen zwischen den verschiedenen Schichten strikt verboten waren, waren sie bei den Laken und den nahestehenden Kumyken nur sozial so ungern gesehen, dass sie selten waren.
Als einziges dagestanisches Volk bildeten die Kumyken schon im 19. Jahrhundert eine Nationalliteratur und ein kumykischsprachiges Schul- und Pressewesen, noch in arabischer Schrift, das zwar im gesamtrussischen Rahmen klein war, aber in Dagestan fast allein dastand. Später bildete sich 1916 unter den Schriftstellern Nochai Batirmuzajew und seinem Sohn Zanailabid die intellektuelle kumykisch dominierte dagestanische Nationalbewegung Tañ Çolpan („Morgenstern“), der sich auch tatische, russische und andere Dichter Dagestans anschlossen. Als kumykische Hochsprache wurde der Dialekt von Chassawjurt festgelegt. Tañ Çolpan entwickelte während des Russischen Bürgerkriegs im April 1918, die nationalistische Bewegungen nichtrussischer Kolonialvölker als natürliche Verbündete gegen die Weiße Armee betrachtete, prosowjetisch, forderte aber auch eine Wiederherstellung der im 17. Jahrhundert verlorenen politischen und der im 19. Jahrhundert verlorenen sprachlichen kumykischen Dominanz in Dagestan. Viele Aktivisten schlossen sich nach der sowjetischen Eroberung 1920 der KPdSU an.
In der Phase des russischen Bürgerkrieges gehörte das kumykische Siedlungsgebiet zu den autonomen, später unabhängigen Staatsgebilden der Bergrepublik, der Republik Ter-Dagestan und dem Imamat Kaukasus unter Nadschmuddin Gozinski, bis es schließlich von der Roten Armee erobert und der ASSR Dagestan angegliedert wurde.
In sowjetischer Zeit kam die Mehrheit des Siedlungsgebietes der Kumyken zur ASSR Dagestan innerhalb Russlands und man folgte anfangs der Linie von Tañ Çolpan, ging aber ab 1924 zur Politik der Korenisazija über, die besagte, dass alle Völker in ihrer jeweiligen Hochsprache (die oft festgelegt werden musste) zu 100 % alphabetisiert und gebildet und industriell entwickelt werden müssen. Die kumykische Schrift wurde 1926 auf das lateinische Alphabet umgestellt, 1938 durch Stalin auf das kyrillische Alphabet. In kumykischen Städten hatte die Industrialisierung und Bildung seit den 1930er–1950er Jahren Erfolg. Gleichzeitig wurde die "Atheistische Bewegung" (Gottlosen-Bewegung) propagiert. Die gesellschaftlichen Unterschiede wurden in sozialistischer Zeit beseitigt. In sowjetischer Zeit wurde auch der traditionelle Halbnomadismus großer Bevölkerungsgruppen untersagt und die (weiterhin sehr großen) Viehherden an Kolchosen hauptberuflicher Hirten übergeben. Die Menschen, ob Kumyken oder Bergvölker, sollten sich für einen dauerhaften Wohnsitz im Gebirge oder im Vorland entscheiden, was zu einer Ansiedlung vieler Bergbewohner im kumykisch geprägten Vorland führte. Teilweise wurden unter Stalin Bergbewohner auch zwangsweise umgesiedelt.
Mit Zerfall der Sowjetunion Ende der 1980er Jahre schlossen sich die Kumyken und andere dagestanische Völker zu Bürgerbewegungen zusammen, die sich oft bald nationalistisch orientierten. Die 1988 gegründete kumykische Bewegung Tenglik („Gleichheit“) unter Salau Alijew forderte eine kumykische Dominanz oder eine kumykische Autonomie oder einen Austritt der Kumyken aus Dagestan, was auf heftigen Widerstand anderer dagestanischer Nationalbewegungen stieß. Die kumykische Bewegung beklagte eine Überfremdung durch zuziehende Angehörige der Bergvölker in kumykische Städte. Heute sind die Kumyken in größeren Städten ihres Siedlungsgebietes die Minderheit. Tenglik behauptete eine Benachteiligung der Kumyken in Sowjetzeiten, die sprachpolitisch nicht zutrifft. Vielmehr emanzipierten sich in Sowjetzeiten andere Bergvölker, aber es kam auch zu Umsiedlungen. Die Forderung kumykischer Verbände nach Austritt aus Dagestan war schon aufgrund der ethnischen Gemengelage eine der sehr ernsthaften nationalen Krisen 1990–92 in Kaukasien und ein Konflikt konnte nur im letzten Moment auch durch Kompromisse auf einem Kongress unter Beteiligung der nationalen Bürgerbewegungen im Oktober 1992 in Chassawjurt abgewendet werden. Die dagestanische Verfassung bildete deshalb seit 1992 einen Vielvölker-Präsidialrat, in dem alle Völker Dagestans jeweils einen gewählten Vertreter haben, dessen Vorsitz jährlich wechseln soll. Entgegen der Verfassung war 1983–2006 der Funktionär Magomedali Magomedow bestimmender Politiker Dagestans. Tenglik trat der UNPO (1997–2008, Mitgliedschaft nicht verlängert) bei.
Seit Ende der 1990er / Anfang der 2000er Jahre haben sich nationalistische Konflikte in Dagestan beruhigt. Dagegen wuchsen islamistische saudisch finanzierte Netzwerke, die zuvor gegen den in der Region verankerten Sufismus (60 %) und Atheismus (30 %) zurückstecken mussten. Die Konzeptlosigkeit Magomedows führte zur Intervention Moskaus und Magomedows Absetzung 2006 und zur Aufhebung der Präsidialratsverfassung. Die Gewalt zwischen der Regierung und dem islamistischen Untergrund verstärkte sich 2008 und 2009. Etwa seit Ende 2010/2011 ist aber ein allmählicher Rückgang der Gewalt zu beobachten. Diese Probleme haben in den letzten Jahren natürlich die Wirtschaft Dagestans, besonders den Tourismus stark geschädigt.